# Nicolae Minovici

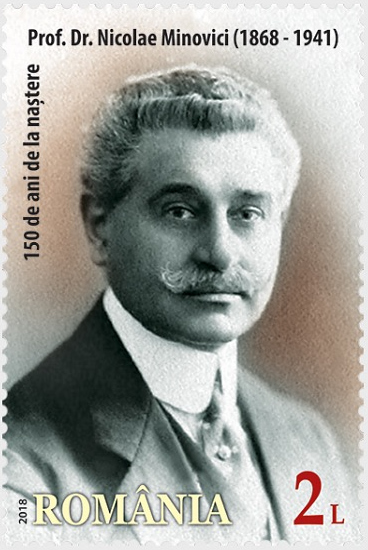
Abbildung von Nicolae Minovici auf einer rumänischen Briefmarke

Nicolae Minovici (* 23. Oktober 1868 in Râmnicu Sărat; † 26. Juni 1941 in Bukarest) war ein rumänischer Forensiker und Kriminologe, der in einer Reihe von Selbstversuchen maßgebliche Erkenntnisse über die Wirkungsweise des Erhängens erforschte.

## Leben
Nach einem einjährigen Studium an der Kunsthochschule in Bukarest wechselte er zum Gebiet der Rechtsmedizin und Forensik, in dem er zusammen mit seinem Bruder Mina Minovici Pionierarbeit leistete. Die beiden Brüder führten z. B. grundlegende Untersuchungen zur Erkennung von Straftätern anhand von Körpermerkmalen, wie Fingerabdrücken, durch. Im Jahr 1898 promovierte Minovici über das Thema „Tätowierungen in Rumänien“. In dieser Arbeit stellte er unter anderem dar, dass entgegen der damals vorherrschenden Meinung, Tätowierungen nicht zwangsläufig auf eine kriminelle Persönlichkeit hindeuten. In den Jahren von 1899 bis 1901 arbeitete Minovici in Berlin, am Berliner Pathologischen Institut und im Krankenhaus Moabit.
Minovicis bekannteste Arbeit befasst sich mit dem Hängen. In seiner 1904 veröffentlichten Abhandlung beschreibt er detailliert die Wirkung des Erhängens auf den Menschen, die er und seine Assistenten in einer Reihe von drastischen Selbstversuchen wissenschaftlich ermittelt hatten. Dabei simulierten sie den Zustand des Erhängens zunächst, indem die Blutzufuhr am Hals mit den Fingern unterbrochen wurde. Später ließ sich Minovici in liegender Position in eine Schlaufe hängen, sodass nicht sein gesamtes Körpergewicht den Hals belastete. Letztlich ließ er sich jedoch auch vollständig hängen, wobei er mit einer Schlaufe am Hals in die Höhe gezogen wurde, bis seine Füße den Boden nicht mehr berührten. Bei all diesen Versuchen wurde akribisch festgehalten, welche äußerlich sichtbaren und vom Erhängten wahrgenommenen Wirkungen auf den Körper festzustellen sind. Zur damaligen Zeit wurde angenommen, dass beim Erhängen regelmäßig der Verschluss der Atemwege für das Ableben des Menschen verantwortlich sei (sofern es nicht durch Wirbelbrüche eintritt). Diese kategorische Annahme entkräftete Minovici und legte detailliert dar, dass in vielen Fällen vor allem die Unterbrechung der Blutzufuhr zum Gehirn die hauptsächliche Todesursache darstellte. Zudem zeigte Minovici, dass die vorherrschende Meinung, das Erhängen sei eine nahezu schmerzfreie Todesart, grundlegend falsch war, da bereits nach wenigen Sekunden die gefühlten Schmerzen unerträglich wurden.
Minovici setzte sich für viele humanitäre Projekte ein, wie die Versorgung von Obdachlosen, durch Vermittlung von Arbeit, die Einrichtung eines Heims für ledige Mütter und den Bau von Brunnen und Abwasserentsorgung. 1906 initiierte Minovici den ersten Rettungsdienst Südeuropas. Während des Ersten Weltkriegs wurde ihm die Leitung für den Transport von Verwundeten übertragen. Im Jahr 1919 wurde Minovici als Professor an die Cluj Universität berufen. Im Jahr 1934 setzte er sich erfolgreich für den Bau eines Notfallkrankenhauses ein, die damals zweite Einrichtung dieser Art in Europa.
Im Jahr 1936 leitete er die Gründung einer Fachzeitschrift für Rechtsmedizin und organisierte ein Jahr später den 16. Internationalen Kongress für Anthropologie. Minovici arbeitete zudem als Bürgermeister des Bezirks Băneasa in Bukarest. Zwischen 1931 und 1936 spendete er seine gesamten Besitztümer an öffentliche Einrichtungen. Seine gesammelten Gemälde übergab er dem Athenäum in Bukarest. Einen großen Geldbetrag überließ er der Stadt für die Finanzierung armer Studenten. Seine Villa, welche später in ein Museum für Ethnographie umgewandelt wurde, überließ er ebenfalls der Stadt Bukarest.
Nicolae Minovici starb am 26. Juni 1941 in Bukarest an den Folgen einer Erkrankung der Stimmbänder.

## Familie
Minovici wuchs als jüngstes von sieben Kindern auf. Seine beiden Brüder Mina und Ștefan waren ebenfalls angesehene Wissenschaftler.

## Werke
- Tatuajurile in România-Romanian (zu deutsch, Tätowierungen in Rumänien), Doktorarbeit, Bukarest, 1898.
- Etude sur la pendaison (zu deutsch, Studie über das Erhängen), 1905.